# Marius Ianuș
Marius Ianuș (n. 24 decembrie 1975, Brașov, România) este un poet român neoclasic. În anul 2010 a renegat toate scrierile sale de până atunci, pe motive de credință, asumându-și o nouă direcție literară, creștin-naționalistă. 

## Operă

### Poezie
Volume renegate (corectate în „Integrala Ianuș: Poezia”):
- „Manifest Anarhist și alte fracturi”, Editura Vinea, București (2000) (volumul de debut)
- „Ursul din Containăr – un film cu mine”, Editura Vinea, București (2002)
- „Hârtie Igienică precedată de primele poezii”, Editura Vinea, București (2004)
- „Dansează Ianuș”, Antologie, Editura Vinea, București (2006)
- „Ștrumfii afară din fabrică”, Editura Cartea Românească, București (2007)

Volum parțial renegat (corectat în ”Integrala Ianuș: Poezia”):
- „Refuz Fularul Alb”, Editura Tracus Arte, București (2011)

Volume acceptate:
- „Vino, Măicuță! Flori duhovnicești pentru Măicuța Domnului”, Editura Garofina, Brașov (2013)
- „Flori de Foc, de Gând și de Lumină”, Editura Garofina, Brașov (2014)
- „Acatistul Căii Părintelui Arsenie Boca”, Editura Garofina, Brașov (2014)
- „Jos Masca, Marius Ianuș!”, Antologie Selectivă, Editura Garofina, Brașov (2015)
- „Integrala Ianuș: Poezia”, Antologie Completă, Editura Garofina, Brașov (2016)
- „Sonata lui Madoff și alte poeme incorecte politic”, Editura Garofina, Brașov (2021)

### Proză
Volum parțial renegat:
- „O noapte și o dimineață”, Editura Garofina, Brașov (2011)

Volume acceptate:
- „Gânduri de pe Drumul Crucii mele”, Editura Garofina, Brașov (2014)
- „O sută de zile la Athos”, Editura Garofina, Brașov (2017)

### Volume Samizdat
Volume renegate (corectate în Integrala Ianuș: Poezia”):
- „Hârtie Igienică”, Colecția etc, București, 1999
- „Cele mai reușite poezii”, Carnet în Revista Fracturi, București, 2002
- „Cerere în Căsătorie”, Brașov, 2017

### Premii
- Premiul Revistei „Cuvântul” pentru Poezie, pe anul 2007
- Premiul Revistei „Tiuk!” pentru Poezie, pe anul 2007
- Premiul Revistei „Pana Mea”